# Heterodoxe Ökonomie
Heterodoxe Ökonomie (wörtlich „abweichende Wirtschaft“), manchmal auch Alternative Ökonomie genannt, umschreibt Ansätze und Schulen ökonomischer Theorien, welche außerhalb des ökonomischen „Mainstreams“ liegen und nicht als „orthodoxe“ oder „konventionelle Ökonomie“ bezeichnet werden können. Heterodoxe Ökonomie ist damit ein Überbegriff, der verschiedene wirtschaftswissenschaftliche Ansätze, Denkschulen und Traditionen umfasst. Dazu gehören institutionelle, postkeynesianische, sozialistische, marxistische, feministische, österreichische, ökologische und andere sozialwirtschaftliche Ansätze.
Diese Ansichten stehen zumeist im Gegensatz zu den herrschenden Lehrmeinungen der Wirtschaftswissenschaft, nämlich der Neoklassischen Theorie sowie in der Makroökonomie dem Keynesianismus.
Es ist schwierig, eine „heterodoxe Ökonomie“ zu definieren. Die International Confederation of Associations for Pluralism in Economics (ICAPE) vermeidet die zu spezielle Definition des Überbegriffs und bemüht sich stattdessen, die Aufgabe als „Förderung des Pluralismus in der Ökonomie“ zu beschreiben. Eine der wichtigsten Herausforderungen der „Heterodoxie“ ist ihre eigene Definition in Bereichen, die über die „neoklassische“ Ökonomie hinausgehen. Wegen der Vielfältigkeit der Ansätze wird die heterodoxe Ökonomie auch häufig mit dem Begriff Plurale Ökonomik in Verbindung gebracht. In der Erarbeitung einer gemeinsamen Grundlage mit Hilfe einer kritischen Stellungnahme identifizierten einige heterodoxe Ökonomen folgende drei Dinge als wesentlich:
1. Identifiziere gemeinsame Ideen, welche Strukturen der heterodoxen Kritik zwischen Themen und Kapiteln von einführenden, übergreifenden Texten umfassen;
2. Widme jenen Ideen besondere Aufmerksamkeit, die methodologische und politische Unterschiede zwischen Systemen miteinander verbinden
3. Charakterisiere eine gemeinsame Grundlage, welche die Entwicklung von eindeutigen Paradigmen ermöglicht, um gemeinsame Unterschiede gegenüber der traditionellen ökonomischen Literatur auf unterschiedliche Weise weiterzuentwickeln.

## Geschichte
Zu Beginn der neoklassischen Revolution nach 1870 stellte eine Reihe heterodoxer Schulen die Dominanz der neoklassischen Theorie in Frage. In Anlehnung an die sozialistische Kritik des Kapitalismus, beinhalteten heterodoxe Schulen dieser Periode unterschiedliche Vertreter des Merkantilismus, wie zum Beispiel die amerikanische Schule, die sich von der neoklassischen Methodologie abgrenzte, als auch die historische Schule mit den Anhängern der unorthodoxen Geldtheorie des „Social Credit“. Andere heterodoxe Schulen vor und während der Weltwirtschaftskrise beinhalteten Technokraten und Georgisten. Im Fall der Technokraten bestand die Theorie aus einem nicht marktbezogenen ökonomischen System basierend auf der Fragestellung der Energieverwaltung. In den folgenden Jahren richtete sich die Aufmerksamkeit mehr auf Personen wie Frederick Soddy, welcher in dem Buch „Wealth, Virtual Wealth and Debt“, sich der Bedeutung der Energie in ökonomischen Systemen widmete. Er kritisierte die Fokussierung auf Geldströme in der Ökonomie und argumentierte, dass realer Wohlstand von dem Einsatz der Energie für die Transformation von Materialien in physische Güter und Dienstleistungen abgeleitet werden kann. Soddys ökonomische Schriften wurden während seiner Zeit zum größten Teil ignoriert, jedoch später für die Entwicklung der biophysischen Ökonomie, genauso wie von der ökologischen Ökonomie und der Bioökonomie während des 20. Jahrhunderts berücksichtigt.
Einige Physiker und Biologen waren die ersten Individuen, welche die Energieverwendung als Erklärung von sozialen und ökonomischen Problemstellungen benutzten.
Joseph Henry, ein amerikanischer Physiker und Sekretär des Smithsonian-Instituts, bemerkte, dass das „fundamentale Prinzip der politischen Ökonomie darin besteht, dass die physische Arbeit des Menschen nur weiterentwickelt werden kann […] durch die Transformation von einem unfertigen Stadium zu einem künstlichen Zustand […] durch die Ausweitung des Leistungsvermögens und der Energie.“
Der Aufstieg heterodoxer Ansätze und die Integration von Erkenntnissen in traditionelle Bereiche der keynesianischen Theorie, welche den Eindruck erweckten, einen besseren politischen Zusammenhang bezüglich der Arbeitslosigkeit zu liefern, als die heterodoxen Geld- und Handelsstrategien, führte in den folgenden Jahren zu einem sinkenden Interesse in diesen Bereichen der heterodoxen Ökonomie.
Nach 1945 endete die neoklassische Synthese der keynesianischen und neoklassischen Ökonomie in einer klar definierten Mainstream-Position basierend in der Aufspaltung in das Feld der Mikroökonomie (zum größten Teil neoklassisch, jedoch inklusive der Theorie des Marktversagens) und der Makroökonomie (unterschieden zwischen keynesianischen und monetaristischen Auffassungen über Fragestellungen wie der Rolle der Geldpolitik). Anhänger der österreichischen Schule und des Postkeynesianismus, welche diese Synthese ablehnten, entwickelten sich zu der klar identifizierbaren heterodoxen Schule. Im Hinblick hierauf blieben ebenfalls die Strömungen der marxistischen und institutionalistischen Ökonomen unabhängig.
Bis 1980 waren die am meisten zu beachtenden Themen der heterodoxen Ökonomie in ihren unterschiedlichen Formen geprägt durch:
1. Ablehnung der atomistischen individuellen Konzeption zu Gunsten eines sozialwirtschaftlich übergreifenden Ansatzes;
2. Hervorhebung der Zeit als einen unumkehrbaren historischen Prozess;
3. Identifikation von Schlussfolgerungen als einen Begriff wechselseitig abhängiger Einflüsse (interdependent) zwischen Individuen und sozialen Strukturen.

Auf diese Erkenntnisse aufbauend fanden ab 1980 bemerkenswerte Entwicklungen in der Ökonomie statt; eine Anzahl neuer Forschungsprogramme begann, auf unterschiedliche Art und Weise vom neoklassischen Mainstream wahrgenommen zu werden. Dies beinhaltet die Verhaltensökonomik, Komplexitätsökonomik, Evolutionsökonomik, Experimentelle Ökonomik, Neuroökonomie und andere. Als Konsequenz verlangten Ökonomen wie John B. Davis, dass die Definition der heterodoxen Ökonomie an die Anforderungen der neuen komplexen Realität angepasst werden müsse.
Zusammengefasst lässt sich die heterodoxe Ökonomie nach 1990 als eine komplexe Struktur, bestehend aus einem Zusammenschluss zweier unterschiedlicher Arten heterodoxer Forschung beschreiben, jede besitzt selbst differenzierte Bereiche mit einer Vielzahl von Forschungsprogrammen mit unterschiedlichen historischen Ursprüngen und Orientierungen: der größere Bereich der traditionell politisch orientierten Heterodoxen Ökonomie und der „Neuen Heterodoxen Ökonomie“ resultierend aus der Integration von Einflüssen aus anderen Wissenschaftsbereichen.

## Grundlagen
Das Wesen der Heterodoxen Ökonomie sind eine Vielzahl von gleichgestellten Theoriebereichen und Forschungsrichtungen. Die Gemeinsamkeit ihrer Strömungen findet sich vor allem in der Ablehnung der Neoklassischen Theorie, mit der Ansicht eines allumfassenden ökonomischen Ansatzes und der Bereitstellung von Methoden und Techniken für eine gemeinsame Analyse realer ökonomischer und sozialer Fragestellungen. Obwohl sich viele der Ansätze grundsätzlich unterscheiden, schließen sich diese jedoch nicht notwendigerweise aus wie in der traditionellen Theorie der Ökonomie.

### Kritik des neoklassischen Verhaltensmodells
Eines der am meisten akzeptierten Prinzipien der traditionellen ökonomischen Theorie ist die Annahme der „Rationalität des ökonomischen Agenten“. Tatsächlich ist für eine Vielzahl von Ökonomen der Begriff der ökonomischen Rationalität des gewinnmaximierenden und eigeninteressierten Verhaltens ein Synonym für einen ökonomischen Verhaltensansatz, zusammengefasst in dem Modell des Homo oeconomicus. Die ökonomische Theorien außerhalb des angesprochenen Rationalitätsprinzips werden als Ansätze außerhalb der Grenzen der Neoklassischen Theorie betrachtet. Die Neoklassische Theorie beginnt mit einer einschränkenden A-priori-Zusammenfassung des ökonomischen Agenten als rational und gewinnmaximierendes Subjekt einzig seinem individuellen Nutzenmaximum in seiner Umwelt folgend. Diese Annahmen beschreiben die Grundlagen der Theorie der rationalen Entscheidung.
Viele unterschiedliche Forschungsbereiche kritisieren das Standardmodell des Homo oeconomicus. Eine beispielhafte Stellungnahme stammt von Suchanek und Kerscher:
Zunächst ist festzuhalten, dass sich auch diese Kritik auf experimentelle Ergebnisse stützen kann. So zeigte sich z. B. im Rahmen einer wissenschaftlichen Untersuchung unter Studenten, dass jene, die mit dem Modell des rationalen, eigeninteressierten Akteurs vertraut waren, in Interaktionen eine geringere Kooperationsrate aufwiesen, als andere, die das Modell nicht kannten. Allerdings zeigten weiterführende Untersuchungen auch, dass sich ein solches Ergebnis nicht in jedem Fall reproduzieren lässt. Teilweise waren bei Studenten der Wirtschaftswissenschaften höhere Kooperationsraten festzustellen als bei anderen. … Der Homo oeconomicus ist damit gleichzeitig ein Instrument zur Analyse anreizkompatibler Investitionen. So gesehen verdirbt er nicht die Moral sondern fördert die soziale Kompetenz der Individuen denn er leitet die (letztlich immer normativ motivierte) Suche nach Kooperationsarrengements, die im gegenseitigen Interesse liegen. … Insbesondere darf das „Eigeninteresse“ der Ökonomik nicht mit dem Egoismus der Moralphilosophie und das Modell nicht mit dem philosophischen Menschenbild verwechselt werden.

### Kritik des neoklassischen Modells des gleichgewichtigen Marktes
Aufbauend auf der gegebenen Marktrationalität des traditionellen Verhaltensmodells leiten viele Ökonomen das bekannte Marktgleichgewicht ab, welches unter besonderen Bedingungen, zu einem vorbestimmten marketbereinigendem Gleichgewicht führt und unter bestimmten Voraussetzungen als Pareto effizient betrachtet wird.
Heterodoxe Ökonomie lehnt diese fundamentale Zusammenfassung, auf welche die neoklassische Theorie aufbaut, ab.
Das Konzept des Marktgleichgewichts wurde bereits durch die österreichische Schule, Postkeynesianismus und andere kritisiert.
Der Idee eines absoluten Marktgleichgewichts wird unterstellt, realitätsfremd und somit anstatt die Regel eher die Ausnahme in der ökonomischen Theorie zu sein.
Während die neoklassische Ökonomie als „rational-individualistisch-gleichgewichtiger“ Zusammenhang beschrieben werden kann, lässt sich die heterodoxe Ökonomie zusammenfassen als ein „institutionell-historisch-sozial struktureller“ Nexus. Anzumerken ist, dass hierbei ein ökonomischer Unterschied besteht in der Unterscheidung zwischen der neoklassischen und heterodoxen Ökonomie in der genannten Betrachtungsweise entgegen dem Vergleich in der Diskussion um geschlossene und offene ökonomische Systeme (Lawson, 1997).
Es wird oftmals angenommen, dass die neoklassische Theorie unter bestimmten Bedingungen als relevant gelten kann, wenn es sich um Märkte „perfekter“ oder „beinahe perfekter“ Zustände handelt. Dies begründet die neoklassische Analyse von „unvollkommener Konkurrenz“, welches die Relevanz alternativer Ansätze in Frage stellt, wobei jedoch die Defizite der klassischen ökonomischen Theorie nicht beseitigt werden.

### Kritik des neoklassischen Modells des Arbeitsmarktes
Die Probleme der einschränkenden Annahmen des neoklassischen Modells gelten in diesem Zusammenhang auch für den Bereich des Arbeitsmarktes und lassen sich unter der Kritik der Heterodoxen Ansätze mit den folgenden Punkten zusammenfassen:
1. keine vollkommene Konkurrenz
2. keine homogene Anbieterstruktur
3. keine vollkommene Information
4. Arbeitsanbieter sind nicht oder nur eingeschränkt mobil
5. Es existieren Friktionen bzw. Preisrigiditäten, die Löhne sind nicht absolut flexibel und passen sich jederzeit an
6. Die Arbeitsnachfrager (Unternehmen) unterstehen der Willkür des Marktes und können nicht jederzeit ihren Output absetzen.

Insbesondere sind hierbei die Problemstellungen der Themenbereiche der Arbeitslosigkeit und ihrer Ursachen fragwürdig, wobei bisher nur die freiwillige Arbeitslosigkeit durch die neoklassische Theorie beschrieben werden konnte.
Die freiwillige Arbeitslosigkeit wird in der neoklassischen Theorie als Ausdruck der Fehlinvestitionen in das Humankapital interpretiert und damit selbst verschuldet.
In neueren Ansätzen wird stattdessen Bezug genommen auf den Begriff der strukturellen Arbeitslosigkeit und die Bedeutung von strukturellen Unterschieden in Zusammenhang mit dem Konflikt der Interdependenz von Industrie und Dienstleistung innerhalb regionaler Wirtschaftsstrukturen.

## Formen, Gebiete und Themen der Heterodoxen Ökonomie
- Bioökonomie
- Evolutionsökonomik
- Experimentelle Ökonomik
- Freiwirtschaftslehre
- Institutionenökonomik
- Innovationsökonomik
- Marxistische Wirtschaftstheorie
- Modern Monetary Theory
- Mutualismus (Ökonomie)
- Neuroökonomie
- Neoricardianische Schule
- Ökologische Ökonomie
- Ökonophysik
- Parecon
- Politische Ökonomie
- Plurale Ökonomik
- Postkeynesianismus
- Technokratische Bewegung
- Verhaltensökonomik
- Vollgeld-System